# 客觀坍縮理論
在量子力學裏，客觀坍縮理論（objective collapse theory）倚靠修改含時薛定諤方程式來建構一種促使波函數坍縮的機制。薛定諤方程式具有決定性、可逆性與線性，而波函數坍縮是一種隨機性、不可逆性與非線性過程，因此，薛定諤方程式無法描述波函數坍縮的現象。但有些物理學者認為，假若能夠按照客觀坍縮理論（在這裡簡稱為坍縮理論）將薛定諤方程式加以修改，將隨機性與非線性項添入薛定諤方程式，或許修改後的薛定諤方程式能夠正確地描述波函數坍縮過程。:347-354:第5節

## 概述
薛定諤方程式的線性性質允許宏觀物體自然地處於幾個不同量子態的疊加態，但是，在大自然裏，從來沒有觀察到這種怪異的現象，宏觀物體永遠都會在空間佔據著某個明確位置。假設將處於疊加態的物體從微觀尺度增大至宏觀尺度，則伴隨的干涉圖案會逐漸消失。根據哥本哈根詮釋的波函數坍縮假說，在觀察動作之後，疊加態會坍縮為可觀察量的幾個本徵態之中的一個本徵態，而坍縮至任何一個本徵態的概率遵循玻恩定則。可是，薛定諤時間演化與波函數坍縮是兩種相互矛盾的過程，沒有任何理論給出薛定諤時間演化過程終止的時間與波函數坍縮過程開始的時間。為了解決這難題，物理學者發展出坍縮理論。對於微觀物理行為與宏觀物理行為、以及在這兩種尺度之間的波函數坍縮現象，坍縮理論都能夠給出解釋。:第3節:引言
坍縮理論有兩個重大局限，一是它採用的是一種現象方法來解決量子力學的一個基礎問題，即使這現象方法在未來能夠獲得肯定，物理學者仍舊不知道其機制為何。二是對於坍縮理論的相對論性推廣遇到艱難阻礙，這困境直到最近才獲得顯著進展，令人振奮的是，從這進展可以預期，原則上在不久的將來應該可以達成目標。:引言
在各種坍縮理論之中，最為人所知的範例為
- 吉拉迪-里米尼-偉柏理論（英语：Ghirardi–Rimini–Weber theory）。
- 潘洛斯坍縮模型（英语：Penrose interpretation）。

坍縮理論揭示出一種新方法來克服量子力學所面臨的困境，即量子理論必須包容兩種不一致的動力學演化方式。坍縮理論展現出統一微觀過程與宏觀過程的理論所必須擁有的特色。與大多數量子力學詮釋不同，坍縮理論具有可證偽性，因此可以做實驗檢試其正確性，檢試其與量子力學之間的分歧。:引言

## 原版坍縮模型
坍縮理論試圖修改含時薛定諤方程式，促使它能夠以同樣機制主導微觀過程與宏觀過程。最初，這努力並未獲得成功，這是因為兩個嚴重問題：:第5節
- 優化基問題：量子系統有很多種不同的本徵基底，當波函數坍縮時，到底應該選擇坍縮至哪一個基底的本徵態？
- 觸發問題：隨著系統從微觀尺度增大至宏觀尺度，怎樣同步增強觸發坍縮機制的功能？

原版坍縮模型指的是最早出現的有效解決這兩個問題的模型，又稱為量子力學自發定域模型，簡寫為QMSL模型。這簡單模型可以展示出坍縮理論的中心特色。這模型假定位置為普適優化基，所有不同定域位置的疊加態都應該被壓抑，因此，物理系統的基本組分在隨機時間與適當位置會發生隨機與自發的定域事件，稱為「打擊」或「跳躍」。
設想由{\displaystyle N}個可分辨粒子所組成的系統，標記其波函數為{\displaystyle \psi (\mathbf {q} _{1},\mathbf {q} _{2},\dots ,\mathbf {q} _{N})}；其中{\displaystyle \mathbf {q} _{i}}是粒子{\displaystyle i}的位置。
假若粒子{\displaystyle i}在位置{\displaystyle \mathbf {x} }遭受到一個打擊，則波函數會立刻變為
{\displaystyle \psi (\mathbf {q} _{1},\mathbf {q} _{2},\dots ,\mathbf {q} _{N})G(\mathbf {q} _{i},\mathbf {x} )}；
其中，{\displaystyle G(\mathbf {q} _{i},\mathbf {x} )=Ke^{(\mathbf {q} _{i}-\mathbf {x} )^{2}/(2d^{2})}}是高斯函數，{\displaystyle d}是定域準確度，{\displaystyle K}是歸一化常數。
打擊發生在位置{\displaystyle \mathbf {x} }的概率密度為
{\displaystyle P(\mathbf {x} )=\int \ |\psi (\dots ,\mathbf {q} _{i}=\mathbf {x} ,\dots )|^{2}\ \mathrm {d} \mathbf {q} _{1},\dots ,\mathrm {d} \mathbf {q} _{i-1},\mathrm {d} \mathbf {q} _{i+1},\dots ,\mathrm {d} \mathbf {q} _{N}}。
所以，在位置{\displaystyle \mathbf {x} }找到粒子{\displaystyle i}的概率越大，則粒子{\displaystyle i}在位置{\displaystyle \mathbf {x} }遭受打擊的概率越大。
打擊發生的時間遵守泊松分佈，平均頻率為{\displaystyle f}。
QMSL模型有兩個參數：定域準確度{\displaystyle d}與平均定域頻率{\displaystyle f}分別是參數。它們的數值大約為
{\displaystyle d=10^{-5}\ cm}、
{\displaystyle f=10^{-16}\ s^{-1}}。
採用這參數，微觀系統通常會每一億年發生一次定域事件，而宏觀系統則通常會每{\displaystyle 10^{-7}}秒發生一次定域事件。
原版坍縮模型（QMSL模型）有一個嚴重缺點，即它無法處理全同粒子案例，這是因為它並未將對稱性或反對稱性納入考量。為了克服這缺點，必須對這模型做出重大修改，從而導致出一種嶄新模型，稱為連續自發定域模型，簡稱「CSL模型」，是吉安卡羅·吉拉迪、菲利浦·泊爾與阿爾伯特·里米尼共同於1990年提出的模型。:第6節

## 實驗驗證
由於坍縮理論提出的演化方式不同於薛定諤方程式的演化方式，做實驗可以檢試到底哪種理論比較正確。但是，量子退相干的效應與坍縮理論的預測很相似，量子退相干能夠解釋為什麼無法觀測到宏觀物體的干涉圖樣，但它無法解釋波函數坍縮。假若能夠設計出一種實驗，其所產生的量子退相干效應非常微小，而按照坍縮理論又會發生波函數坍縮，則可核對坍縮理論的正確性。由於坍縮理論需要涉及到很多粒子才能顯示出其效應，而粒子越多，則量子退相干效應也越強勁，因此，必須防止系統被量子退相干，必須將系統孤立隔離，不與環境發生相互作用。:353-354
截至目前為止，能夠呈現介觀干涉或宏觀干涉的實驗仍舊未達到檢試坍縮理論的程度。以下列出幾個檢試坍縮理論的實驗：
- 儘管|C70衍射實驗展示出驚人結果，它仍舊離排除連續自發定域模型還有11個數量級之遠。[5]:188
- 於2003年提出的「鏡子疊加實驗」預測將可促成約1014個原子處於不同位置的疊加態，但還需要6個數量級的改進才能夠檢試連續自發定域模型。[6]
- 按照坍縮理論，假設一個原子的處於基態的電子遭受打擊事件，則電子的波函數會變得較為狹窄，因此可以寫為基態與激發態的量子疊加，而當激發態躍遷回基態時，會伴隨著發射出光子。根據量子力學，穩定原子不會發射出光子，這與坍縮理論明顯相異。從對於穩定原子進行光子發射測量，可以檢試坍縮理論的正確性。物理學者已估算出帶電的自由粒子與類氫原子的光子發射率，其與實驗結果相符合，例如，鍺元素的自發性X射線發射測量實驗。更重要的是，相關實驗已建立了對於坍縮理論的參數最嚴格上限。[2]:第7節

隨著科技發展突飛猛進，實驗驗證塌縮模型的可行性應該只是時間上的問題。

## 其它理論
根據多世界詮釋，每一個孤立系統都可以用波函數來代表，整個宇宙也可以用波函數來代表，波函數不會坍縮，在對於系統作測量之後，所有可能的結果都各自屬實，每一個結果都分支為一個真實世界。坍縮理論與多世界詮釋完全對立。坍縮理論主張，波函數坍縮的過程會結束波函數的分支動作，從而刪除未觀察到的物理行為。:336ff
根據哥本哈根詮釋，波函數並不能在量子層次給出系統的物理實在，波函數只是人們對於物理系統所知悉的最大信息，對於測量物理系統，波函數可以用來估算在測量後可能獲得的每一種結果的概率，通過這測量過程，人們對於物理系統所知道的信息會經歷非連續性跳躍，因此波函數也可以進行非連續性坍縮。:第13節坍縮理論與哥本哈根詮釋不同，坍縮理論是一種實在詮釋，波函數直接地與量子態相關，當幾個波函數的線性疊加因坍縮而概率性地變成其中一個波函數時，相關的量子疊加態也會約化為對應的量子態，在這過程中，坍縮的發生可能是因為物理系統與環境相互作用，也可能是因為觀測的動作，坍縮的發生並不需要特別存在有觀察者的角色。:347

## 參閱
- 環境誘導超選擇
- 量子引力
- 量子之諾效應
- 量子信息